# Vitis heyneana
Vitis heyneana là một loài thực vật hai lá mầm trong họ Nho. Loài này được Roem. & Schult. miêu tả khoa học đầu tiên năm 1819.